# 미술 평론
미술평론(美術評論)은 시각 예술을 논하고 평가를 내리는 것이다. 즉, 미술 작품의 예술적 가치 등을 판단하며 비평을 하는 것을 뜻하는 용어이다. 미술 평론의 목적은 미술 감상의 합리적 근거를 추구하는 것이지만, 그러한 비평이 현재의 사회정치적 상황을 초월할 수 있을지는 의문의 여지가 있다.
다양한 예술 운동으로 인해 미술 평론이 각기 다른 판단 기준을 사용할 수 있는 여러 분야로 분할되었다. 비평 분야에서 가장 일반적인 구분은 미술사의 한 형태인 역사적 비평과 평가, 그리고 살아있는 예술가들의 작품에 대한 현대 비평으로 구분된다.
미술 평론은 미술을 만드는 것보다 위험성이 훨씬 낮은 활동이라는 인식에도 불구하고, 현재의 미술에 대한 견해는 시간이 지나면서 언제나 급격한 수정을 받기 쉽다. 과거의 비평가들은 현재 존경받는 예술가(인상파의 초기 작품처럼)를 무시하는 것에 대해 종종 조롱을 받는다. 일부 예술 운동 자체는 평론가들에 의해 폄하적으로 명명되었으며 나중에 그 이름은 해당 스타일(예: 인상주의, 입체파)의 예술가들에 의해 일종의 명예 휘장으로 채택되었으며 원래의 부정적인 의미는 잊혀졌다.
예술가들은 종종 비평가들과 불편한 관계를 맺어 왔다. 예술가가 자신의 작품을 보고 구매하려면 일반적으로 비평가의 긍정적인 의견이 필요하다. 예술가들에게는 불행하게도 후세대만이 그것을 이해할 수 있을 것이다.
예술의 판단을 결정하는 변수는 미학, 인지, 지각 등 다양하다. 예술은 다양한 형태와 표현을 지닌 인간의 본능이다. 예술은 순간적인 판단으로 홀로 서 있을 수도 있고, 더 깊은 지식으로 볼 수도 있다. 미학, 실용주의, 표현주의, 형식주의, 상대주의, 행렬주의, 모방, 의식, 인지, 모방, 포스트모던 이론은 예술을 비판하고 감상하는 많은 이론 중 일부이다. 미술평론과 감상은 미학과 형식에 대한 개인적 선호에 따라 주관적일 수도 있고, 디자인의 요소와 원리, 사회적, 문화적 수용에 따라 달라질 수도 있다.

## 같이 보기
- 미술사
- 예술 평론가